# Tipula (Schummelia) atrosetosa
Tipula (Schummelia) atrosetosa is een tweevleugelige uit de familie langpootmuggen (Tipulidae). De soort komt voor in het Oriëntaals gebied.